# Sten Rudholm
Sten Rudholm (Karlstad, 27 april 1918 – ?, 29 november 2008) was een Zweeds officiaal, hovrättvoorzitter, maarschalk (tot 1986) en justitiekanselier. Hij ontving een eredoctoraat van de Universiteit van Stockholm, was de laatste Zweed aan wie de Serafijnenorde werd toegekend en was lid van de Zweedse Academie.
In 1942 werd Rudholm kandidaat in de rechten aan de Universiteit van Stockholm. Na zijn dienst als notaris werd hij aangesteld als fiscaal van de hovrätt. Vanaf 1954 zetelde hij in de hovrätt, en vanaf 1961 werd hij er ook raadslid, om in 1967 voorzitter te worden van de Svea hovrätt. Van 1962 tot 1967 was Rudholm justitiekanselier.
Na zijn juridische carrière werd Rudholm op 10 februari 1977 opgenomen in de Zweedse Academie, waar hij plaats nam op zetel 1, na Sture Petrén.